# David Morrison (Eishockeyspieler)
David Morrison (* 2. April 1980 in Belfast, Nordirland, Vereinigtes Königreich) ist ein ehemaliger nordirischer Eishockeyspieler, der zuletzt bis 2013 in der zweiten Mannschaft der Belfast Giants in der Scottish National League spielte. International spielte er für die irische Eishockeynationalmannschaft. Sein Bruder Mark war ebenfalls irischer Eishockeynationalspieler.

## Karriere
David Morrison spielte zunächst für die Belfast Giants aus seiner Geburtsstadt in der Elite Ice Hockey League, deren Mannschaftskapitän er von 2004 bis 2007 war. 2006 gewann er mit seiner Mannschaft die Hauptrunde der Liga und damit den britischen Meistertitel. 2007 wechselte in die Republik Irland zu den neugegründeten Dundalk Bulls aus der Irish Ice Hockey League. Auch dort fungierte er als Mannschaftskapitän und wurde 2008 mit seinem Team irischer Landesmeister. Von 2011 bis 2013 stand er erneut bei den Belfast Giants unter Vertrag, wurde aber in deren zweiter Mannschaft, die in der Scottish National League antrat, eingesetzt.

### International
Der britische Staatsbürger Morrison spielte für Irland bei den Welttitelkämpfen der Division II 2008 und 2011 sowie der Division III 2004, 2005, 2006, 2007, 2010, 2012 und 2013.

## Erfolge und Auszeichnungen
- 2006 Britischer Meister mit den Belfast Giants
- 2007 Aufstieg in die Division II bei der Weltmeisterschaft der Division III
- 2008 Irischer Meister mit den Dundalk Bulls
- 2010 Aufstieg in die Division II bei der Weltmeisterschaft der Division III, Gruppe A